# Санто-Стефано (остров)
Санто-Стефано (итал. Isola di Santo Stefano) — остров в Тирренском море, входит в состав Понцианских островов. Административно остров Санто-Стефано входит в состав коммуны Вентотене в провинции Латина региона Лацио.

## География
Остров вулканический, круглой формы, имеет около 500 м в диаметре.

## История

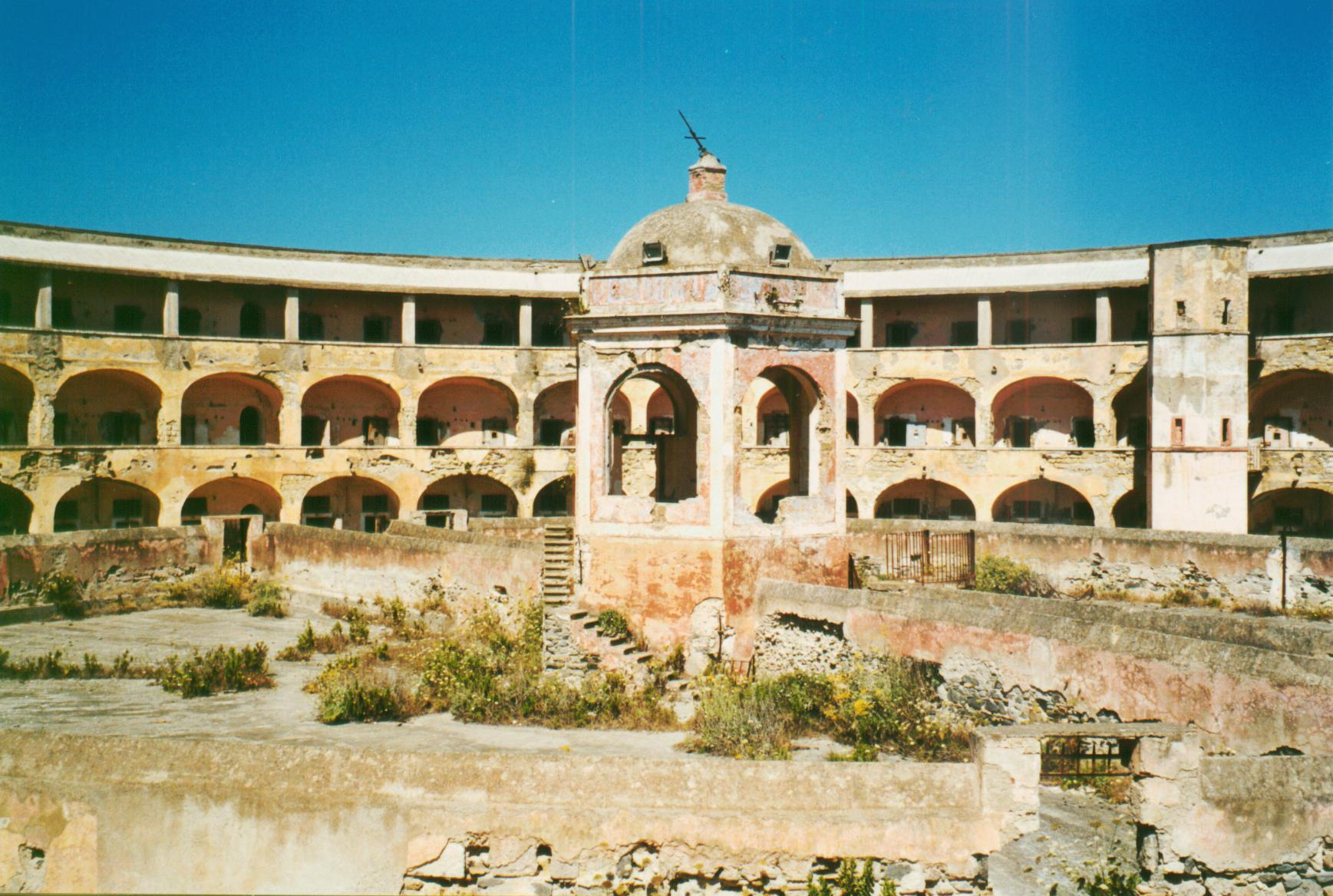
Заброшенная тюрьма на острове Санто-Стефано

В средние века остров, как и прочие острова архипелага, из-за постоянной угрозы со стороны сарацинов и пиратов оставался необитаемым. В XVIII веке Неаполитанское королевство вновь колонизировало острова, и на острове Санто-Стефано в 1797 году была открыта тюрьма, просуществовавшая до 1965 года. Тюрьма состояла из 99 камер размером 4,5 на 4,2 м, сгруппированных вокруг центральной сторожевой башни. Изначально она была рассчитана на 600 заключённых, однако уже в 1817 году их там было 800.
Именно в эту тюрьму был отправлен отбывать пожизненное заключение анархист Гаэтано Бреши, убивший в 1900 году короля Италии Умберто I (через год Бреши был найден повешенным в своей камере). При Бенито Муссолини тюрьма была перестроена. Там в период с 1939 по 1943 год было заключено до 700 человек, в том числе 400 коммунистов. Одним из них был Альтьеро Спинелли, написавший там текст, ныне известный как «Вентотенский манифест», продвигающий идею федеративной Европы после войны. В годы фашистского режима среди заключённых на острове Санто-Стефано побывали будущий президент Италии Алессандро Пертини, писатель Джорджо Амендола, журналист Лелио Бассо, коммунисты Луиджи Лонго, Альтиеро Спинелли (написавший там текст, ныне известный как «Манифест Вентотене», выдвинувiий идею федеративной Европы после войны), Пьетро Секкья и Умберто Террачини, анархист Джино Лючетти (организатор покушения на Муссолини в 1926 году).

В 1941—1943 годах в тюрьме содержался советский разведчик Лев Маневич (Этьен).
Тюрьма была окончательно закрыта в 1965 году.
В 1997 году была создана охраняемая морская природная зона островов Вентотене и Санто-Стефано.

## Население
В настоящее время остров является необитаемым.